# Piero di Puccio
Piero di Puccio (Orvieto, ... – ...; fl. XIV secolo) è stato un pittore italiano.

## Biografia

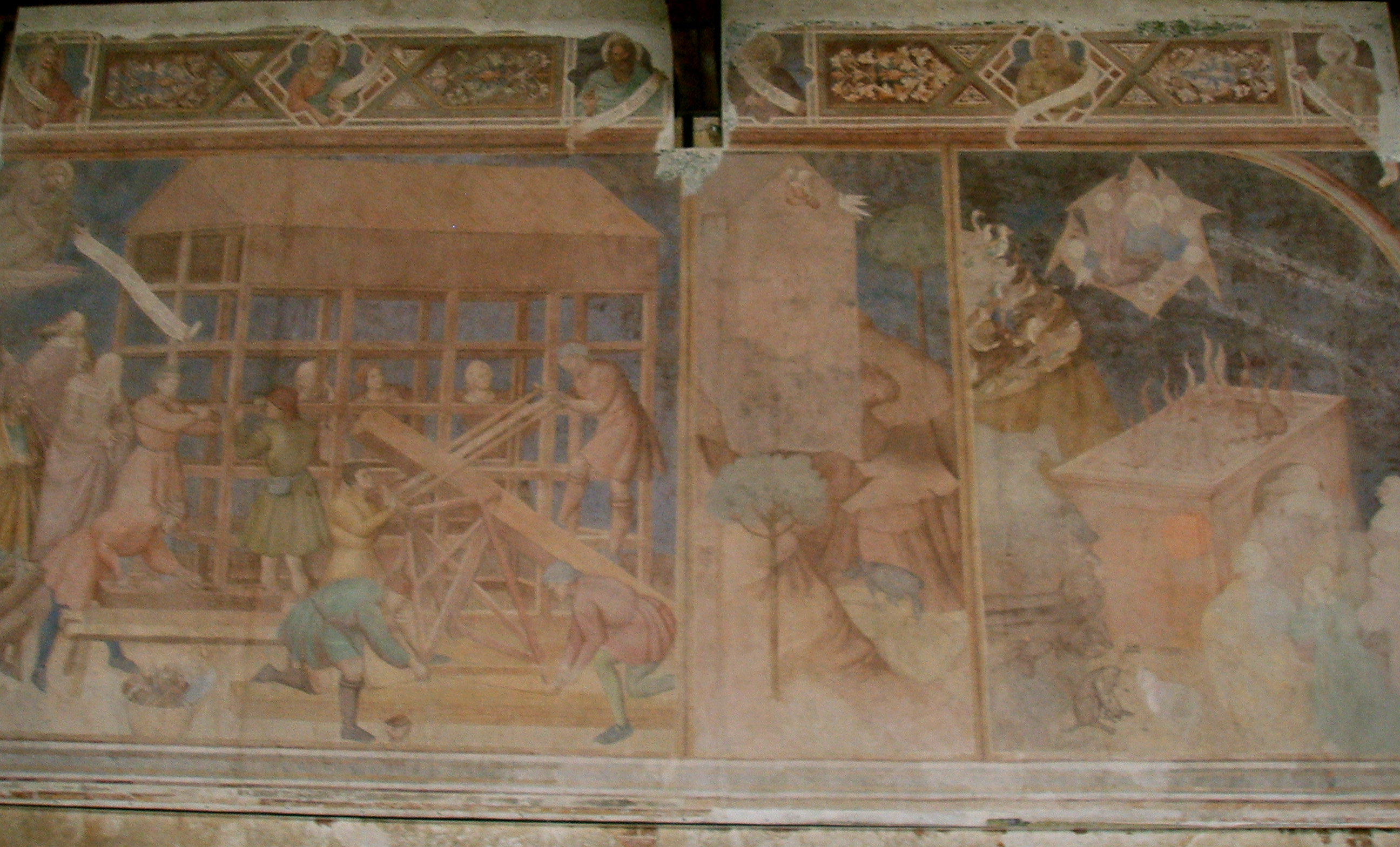
Affresco che ritrae la Costruzione dell'arca di Noè, Camposanto, Pisa.

Piero di Puccio, anche conosciuto come Pietro di Puccio, fu un pittore del periodo gotico, allievo di Ugolino di Prete Ilario e Francesco Traini, attivo principalmente a Orvieto, Pisa e Milano.
Dal 1357 al 1364 lavorò alla cappella del Corporale nel duomo di Orvieto come aiutante di Ugolino di Prete Ilario. Nel 1365 fu a Milano al servizio di Gian Galeazzo Visconti. 
Nel 1376 realizzò diversi mosaici della facciata del fu duomo di Orvieto. 
Dal 1389 al 1391 dipinse alcuni affreschi sul muro nord del camposanto di Pisa, tra cui Storia della genesi dalla creazione al diluvio, che venne devastato dai bombardamenti alleati durante la seconda guerra mondiale.

## Opere
- Affreschi della cappella del Corporale (1357-1364), duomo di Orvieto.
- Affreschi sul muro nord del camposanto di Pisa (1389-1391).
- Mosaici della facciata del duomo di Orvieto.